# Reza Beyk Imanverdi
Reza Beyke Imanverdi, född 15 juni 1936 i Teheran i Iran, död 13 september 2003 i Arizona i USA, var en iransk skådespelare och regissör.
Imanverdi kom att kallas "mannen med tusen ansikten" under 1960-talet. 1965 kom hans genombrott med filmen "Velgarde Ghahreman". I samband med revolutionen 1979 slutade hans karriär som skådespelare och han lämnade Iran och bosatte sig i USA. Han spelade in cirka 130 filmer inom loppet av 17 år.

## Filmografi
- Roozha-ye bikhabari (1979)
- Babanin evlatlari (1977/I)
- Firtina (1977)
- Sobh-e khakestar (1977)
- Vaseteha (1977)
- La legge della Camorra (1973)
- Ayyoob (1971)
- Fatehine sahra (1971)
- Mardan-e sahar (1971)
- Pahlevan mofrad (1971)
- Sedia elettrica (1969)
- Ruspi (1969)
- Nabarde ghoolha (1965)
- Donyaye poul (1965)
- Jallad (1965)
- Zan va arousakhayash (1965)
- Daghe nang (1965)
- Sarsam (1965)
- Sarkesh (1965)
- Setarehe sahra (1964)
- Babre ring (1964)
- Sheitan dar mizanad (1964)
- Golhaye gilan (1964)
- Dozde shahr (1964)
- Zarbat (1964)
- Mazare talagh (1963)
- Zamine talkh (1963)
- Delhoreh (1962)
- Yek ghadam ta marg (1961)